# ياروسلاف هيلبرت
ياروسلاف هيلبرت (بالتشيكية: Jaroslav Hilbert)‏ هو كاتب مسرحي وكاتب تشيكي، ولد في 19 يناير 1871 في لوني في التشيك، وتوفي في 10 مايو 1936 في براغ في التشيك.